# Consonanti clic
Le consonanti avulsive o clic sono  consonanti non pneumoniche prodotte facendo schioccare la lingua contro il palato o contro i denti, con diversi movimenti. Dopo aver chiuso il cavo orale con lingua o labbra, i polmoni aspirano l'aria e alla riapertura subito la rilasciano. Questi suoni insoliti vengono in genere trascritti usando simboli non alfabetici come ad esempio un punto esclamativo.
Sono presenti soprattutto (ma non solo) in lingue africane della famiglia khoisan, dette anche "lingue clic", ma anche in lingue dell'Africa meridionale, in diverse lingue bantu (xhosa, zulu, sesotho) e in Kenya nella lingua dahalo. In italiano, per esempio, un'occlusiva dentale avulsiva viene utilizzata per dire "no" e la stessa, con labbra protruse in avanti, viene utilizzata per richiamare l'attenzione dei gatti.

## Classificazione

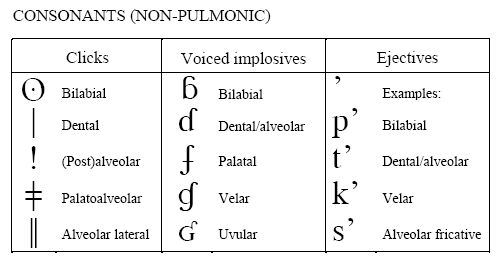
Classificazione IPA - consonanti non pneumoniche

I suoni avulsivi sono classificati nel seguente modo nell'alfabeto fonetico internazionale:
|           | bilabiale | dentale | alveolare | retroflesso | palatale |
| --------- | --------- | ------- | --------- | ----------- | -------- |
| Centrale  | ʘ         | ǀ       | ǃ         | 𝼊           | ǂ        |
| Laterale  |           | ǁ̻       | ǁ         |             |          |
| Occlusivo |           |         | ǃ¡        |             |          |

## Diacritici
Uniti ai diacritici si hanno i seguenti suoni:
| Simbolo | Significato                                 |
| ------- | ------------------------------------------- |
| k͡ǂ      | tenue velare                                |
| k͡ǂʰ     | aspirato velare                             |
| ɡ͡ǂ      | sonoro velare                               |
| ŋ͡ǂ      | nasale velare                               |
| q͡ǂ      | tenue uvulare                               |
| q͡ǂʰ     | aspirato uvulare                            |
| ɢ͡ǂ      | sonoro uvulare                              |
| ɴ͡ǂ      | nasale uvulare                              |
| ŋ͡ǂˀ     | nasale glottalizzata                        |
| ŋ̊͡ǂʰʰ    | nasale senza voce con aspirazione sostenuta |
| ǂq͡χʼ    | con rilascio uvulare eiettivo affricato     |

Spesso ⟨ǂ⟩ ecc. è usato come abbreviazione di ⟨k͡ǂ⟩ ecc.

## Pronuncia
- [ ʘ ] Ascoltaⓘ
- [ ǀ ] Ascoltaⓘ
- [ ǃ ] Ascoltaⓘ
- [ ǂ ] Ascoltaⓘ
- [ ǁ̻ ]
- [ ǁ ] Ascoltaⓘ
- [ ǃ¡ ]